# Björsäters församling, Linköpings stift
Björsäters församling var en församling i Linköpings stift inom Svenska kyrkan i Åtvidabergs kommun i Östergötlands län. Församlingen uppgick 2006 i Björsäter-Yxnerums församling som 2010 uppgick i Åtvids församling.
Församlingskyrka var Björsäters kyrka

## Administrativ historik
Församlingen har medeltida ursprung.
Församlingen var till 1973 moderförsamling i pastoratet Björsäter och Yxnerum som 1962 utökades med Grebo och Värna församlingar. Från 1974 till 2006 var denna församling annexförsamling i Åtvids pastorat. Församlingen uppgick 2006 i Björsäter-Yxnerums församling som 2010 uppgick i Åtvids församling.

Församlingskod var 056104.

## Kyrkoherdar
Lista över kyrkoherdar. Prästbostaden låg i Blidsäter vid Björsäters kyrka.
| Ämbetstid | Namn                           | Levnadstid | Övrigt                               |
| --------- | ------------------------------ | ---------- | ------------------------------------ |
| 1367–1382 | P.                             |            |                                      |
| 1401      | Henricus Arvidi (Gutlandus)    |            |                                      |
| 1442      | Johannes Haqvini               |            |                                      |
| 1477      | Arvidus Svenonis               |            |                                      |
| 1508–1523 | Enevardus (Everardus)          | –1523      |                                      |
| 1524–1526 | Vilhelm                        | –1526      |                                      |
| 1527–1529 | Olavus Magni                   | –1529      |                                      |
| 1530–1559 | Johannes Magni                 | –1559      |                                      |
| 1559–1579 | Johannes Gunderi (Lincopensis) | –1579      |                                      |
| 1580–1584 | Ingolphus Benedicti            | 1538–1613  | Senare kyrkoherde i Röks församling. |
| 1584–1603 | Andreas Laurentii              | 1549–1603  |                                      |
| 1604–1618 | Benedictus Petri Blome         | 1563–1625  | Avsatt 1618                          |
| 1618–1662 | Nicolaus Lundius               | 1579–1662  |                                      |
| 1663–1668 | Petrus Frostenius              | 1617–1668  |                                      |
| 1669–1688 | Sveno Erici Regnerus           | 1611–1688  |                                      |
| 1689–1724 | Johannes Seulerus              | 1647–1724  |                                      |
| 1724–1736 | Jonas Ljungberg                | 1689–1736  |                                      |
| 1738–1768 | Petrus Kihlström               | 1699–1768  |                                      |
| 1773–1774 | Johan Lindelius                | 1708–1774  |                                      |
| 1775–1795 | Claës Livin                    | 1719–1795  | Kyrkoherde och prost.                |
| 1796–1802 | Pehr Strömmenberg              | 1747–1802  |                                      |
| 1805–1815 | Johan Magnus Hjelm             | 1746–1815  |                                      |
| 1817–1834 | Magnus Linde                   | 1766–1834  |                                      |
| 1835–1864 | Sven Adam Hägerstrand          | 1793–1864  | Kyrkoherde och prost.                |
| 1869–1875 | Johan Peter Fagerström         | 1804–1875  |                                      |
| 1878–1906 | Per Magnus Ferdinand Holmqvist | 1830–1906  |                                      |
| 1908–     | Jonas Peter Jehrlander         | 1848–      |                                      |
| 1923–1950 | Hilding Berggren               | 1890–1967  | Kontraktsprost.                      |

## Klockare, organister och kantorer
| Ämbetstid | Namn                  | Levnadstid | Kommentarer                                            |
| --------- | --------------------- | ---------- | ------------------------------------------------------ |
| 1691      | Lars                  |            | Klockare                                               |
| 1703–1705 | Anders                |            | Klockare                                               |
| 1707–1710 | Lars Jönsson          |            | Klockare                                               |
| 1710–1712 | Måns Svensson         |            | Klockare                                               |
| 1712–1722 | Pehr Månsson          | 1677–1722  | Klockare                                               |
| 1722–1732 | Carl Kindberg         | 1701–1745  | Organist och klockare.                                 |
| 1733–1741 | Olof Kindberg         |            | Organist och klockare från 1735.                       |
| 1733–1734 | Carl                  |            | Klockare                                               |
| 1742      | Olof Olofsson         |            | Antagen på prov till organist.                         |
| 1743–1775 | Jonas Kindberg        | 1719–1775  | Organist och klockare.                                 |
| 1776–1825 | Nils Sandström        | 1752–1825  | Organist och klockare.                                 |
| 1825–1854 | Carl Petter Sandström | 1797–1854  | Organist och klockare. Han var tidigare vice organist. |
| 1855–1884 | Anders Noach Hultgren | 1828–1884  | Organist och klockare.                                 |
| 1884–1896 | Carl Johan Carlsson   | 1848–      | Organist, klockare och skollärare.                     |